# Jean Geoffroy (musicien)
Pour les articles homonymes, voir Jean Geoffroy.
Jean Geoffroy, né en 1960, est un musicien, percussionniste et pédagogue français.

## Biographie

### Formation
Jean Geoffroy se forme au Conservatoire national supérieur de musique de Paris où il obtient un Premier prix de percussion.
Il est lauréat de la Fondation Yehudi Menuhin « Présence de la Musique ».

### Carrière
Jean Geoffroy débute comme timbalier solo de l’Ensemble orchestral de Paris de 1985 à 2000 puis soliste de l’Ensemble Court-Circuit.
Il développe par ailleurs une carrière de soliste qui l’amène à donner des récitals dans le monde entier.
Très investi dans le domaine de la création, il est dédicataire de très nombreuses œuvres pour percussion solo, parmi lesquelles des pièces d'Ivo Malec, Thierry De Mey, Pierre Jodlowski, Philippe Leroux, Bertrand Dubedout, Yoshihisa Taïra, Bruno Mantovani, Philippe Hurel, Martin Matalon, Luis Naón, François Paris, Yan Maresz, Daniel Tosi, Bruno Giner, Frédéric Durieux, José-Luis Campana, Éric Tanguy, Michèle Reverdy, Jacopo Baboni-Schilingi, Suzanne Giraud, Xu Yi et François Narboni.
Il participe à l’enregistrement d’une trentaine de disques, dont cinq consacrés à Jean-Sébastien Bach et regroupant l’intégrale des suites, partitas et sonates pour instrument seul. 
Il exerce également une activité de chef d'orchestre qui le conduit à diriger différents ensembles en France et Amérique du Sud, notamment l’ensemble instrumental de l’Université nationale de Colombie, l’ensemble Namascae et l’ensemble Mésostics.
Jean Geoffroy est directeur artistique du Centre International de Percussion de Genève Eklekto de 2007 à 2013 puis des Percussions de Strasbourg de 2015 à 2017,.
En 2019 il fonde LiSiLoG avec Christophe Lebreton, structure destinée à l'innovation artistique et à la transmission.
Président du Concours international de percussion de Genève 2009 et invité en tant que jury dans de nombreux concours internationaux, il est membre du comité de lecture de l’Institut de recherche et coordination acoustique/musique.

### Enseignement
Jean Geoffroy enseigne la percussion de 1993 à 1998 au Conservatoire national supérieur de musique et de danse de Paris, où il est depuis 2006 professeur de didactique, puis de 1998 à 2007 au Conservatoire de musique de Genève.
Il est professeur de percussion au Conservatoire national supérieur de musique et de danse de Lyon depuis 1999.
Au sein de cet établissement, il est également chargé du cursus de troisième cycle Artist-Diploma et coordone depuis 2012 le Laboratoire Scène/recherchE, qui devient en 2018 Laboratoire Scènes ActuelleS,
.
En 2019, il devient chef du département de Création musicale, assisté par Adrien Trybucki.
Auteur de plusieurs ouvrages didactiques, il est directeur de collections aux Éditions Henry Lemoine et crée en 2005 la collection « Regards » aux Éditions Alfonce.
Il donne par ailleurs des classes de maître dans le monde entier.

## Vidéographie
- Thierry de Mey, Light Music (2005)
- Bertrand Dubedout, Endless Eleven (2013)

## Publications
- La classe de percussion : un carrefour, Paris, Cité de la Musique, coll. « Point de vue », 2000, 121 p. (ISBN 2-906460-94-X, BNF 37625861)
- Timbales : méthode de timbales, Paris, Éditions Henry Lemoine, 1990, 85 p. (ISBN 979-0230951005, BNF 39598149)
- (fr + en) Le Sablier : méthode de caisse claire, Paris, Éditions Henry Lemoine, 1987, 97 p. (ISBN 979-0230948463, BNF 39595702)